# Srnjak
Srnjak este o localitate din comuna Velike Lašče, Slovenia, cu o populație de 8 locuitori.